# Hillerød
Hillerød es una ciudad localizada en el norte de Selandia, Dinamarca.
Con una población de 30.570 habitantes en 2012, Hillerød es la capital de la Región Capital, una de las cinco regiones administrativas de Dinamarca y la cuarta ciudad más grande de esta parte de Selandia después de Copenhague, Elsinor y Hørsholm.
Su historia está íntimamente ligada al castillo de Frederiksborg, uno de los máximos exponentes de la arquitectura del Renacimiento en Dinamarca, erigido en el siglo XVII como una residencia real.

## Historia
En la Edad Media Hillerød fue una pequeña localidad rural. Desde el siglo XIII se cita el palacio de Hillerødsholm, una propiedad de la nobleza que se situaba sobre un islote en medio del lago del pueblo. En 1560, Hillerødsholm pasó a manos del rey Federico II de Dinamarca, quien inició, en el mismo sitio, la construcción del castillo de Frederiksborg. Federico II intentó, sin éxito, la creación de una ciudad alrededor del castillo a partir del traslado de habitantes de Slangerup. Su hijo y sucesor, Cristián IV, continuó la construcción del castillo y le dio a Hillerød varios privilegios comerciales. Con la conclusión de Frederiksborg y el favor de la familia real danesa, que residió en el castillo, el comercio se desarrolló y la ciudad se convirtió en la práctica en una ciudad comercial (købstad), aunque no hay evidencia de que haya recibido tal privilegio formalmente. En 1753 se estableció una fábrica de nitratos que producía materias primas a curtidores y tintoreros.
Desde el siglo XVIII, Frederiksborg, aunque continuó siendo usado como sitio de coronación de la monarquía, dejó de ser utilizado como residencia de la familia real, a favor de los nuevos palacios de Fredensborg y Hirschholm. La ciudad, que tenía una fuerte conexión con el Frederiksborg, se vio afectada por tal situación, que se agravó con el incendio que dejó al castillo en ruinas en 1859. En contraste, en 1864 se inauguró la línea de ferrocarril Copenhague-Elsinor, que pasaba por la ciudad y disparó la industrialización de esta. A finales del siglo XIX, había varias líneas de ferrocarril que comunicaban Hillerød con otras localidades del noroeste de Selandia, con lo que la ciudad se erigió como el nudo ferroviario de la región. Asimismo, se habían establecido fábricas de maquinaria agrícola, de hierro y de tabaco. Además, el castillo fue reconstruido y se convirtió en un museo y un importante sitio turístico.
Debido a la industria y al turismo, la ciudad creció espectacularmente en el siglo XX, absorbiendo a las pequeñas localidades rurales de los alrededores. En 1901, había 4.572 habitantes, cifra que aumentó a cerca de 24.000 en 1970. En 1968 Hillerød quedó conectada a la red del S-tog de Copenhague.
La desindustrialización de finales del siglo XX produjo una reducción transitoria de la población durante los años 1980, pero el progreso ha continuado durante las décadas siguientes. En 2004 se superó la cifra de 28.00 habitantes. Además de su cercanía con la capital, Hillerød se ha beneficiado de su papel como punto neurálgico de comunicaciones para desarrollarse en un centro comercial, administrativo y de negocios. El castillo de Frederiksborg atrae anualmente cerca de 250.000 visitantes a la ciudad.
Hillerød es una ciudad de creciente importancia administrativa desde 1970, cuando se constituyó en la capital de la provincia de Frederiksborg. En 2006 esta dejó de existir, fusionándose con otras dos provincias para formar la actual Región Capital, que incluye el área metropolitana de Copenhague, el noroeste de Selandia y la isla de Bornholm. Hillerød fue la ciudad elegida para servir de capital a la nueva región.

## Hillerød en la actualidad
La ciudad de Hillerød tiene una rica vida cultural. Hillerød es especialmente conocida por el Castillo de Frederiksborg, en el centro de la ciudad. Otro punto de interés cultural es “Hillerød Viden- og Kulturpark” (Parque de la Cultura y Conocimiento de Hillerød); una biblioteca con talleres culturales y lúdicos. Este es el punto de reunión de la vida cultural de Hillerød - con exposiciones, música y teatro.

## Negocios y Educación
El 60% de los habitantes de Hillerød tienen un empleo y gran parte de ellos tienen muchas capacidades y un alto nivel de educación. Las características de la vida de negocios en Hillerød están basadas en las compañías farmacéuticas, de conocimiento, producción y educación. El municipio tiene gran cantidad de institutos que ofrecen planes educativos de corto y mediano plazo, entre ellos se encuentra la Academia de Negocios del Norte de Selandia, Escuela Técnica de Hillerød, Escuela de Negocios de Hillerød, Hillerød Tekniske Gymnasium y Frederiksborg Gymnasium og Hf.

## Atracciones
El monumento más famoso es el Castillo de Frederiksborg, que por mucho tiempo fue la residencia de la familia real danesa. El castillo está abierto al público y está rodeado por un gran jardín estilo barroco
El Museo de la Ciudad ("Bymuseet") contiene exposiciones permanentes relacionadas con la historia de Hillerød. El Kedelhuset hace exposiciones especiales.
Las ruinas de la Abadía de Æbelholt (Æbelholt Klosterruin) son los restos del más grande monasterio de la Orden de San Agustín de los países nórdicos. El sitio también tiene un museo en donde se muestra su historia. El monasterio fue fundado en 1175/76 por el francés, Guillermo de París, tarea que le encomendó el arzobispo danés Absalón. Después de la Reforma en 1536, las tierras del monasterio pasaron a ser parte del Estado y los edificios se vinieron abajo; algunos de los ladrillos fueron utilizados para la construcción del Castillo de Frederiksborg.
La Abadía de Esrum (Esrum Kloster) es un monasterio de la Orden del Císter que data del año 1151. Lo que una vez fue un edificio complejo, ahora alberga una exhibición permanente acerca de los cistercienses. El sótano es un restaurante. Junto al monasterio se encuentra el "Esrum Møllegaard", un centro de ecología.

## Naturaleza
Hillerød está rodeada por los mayores bosques de Dinamarca, con Store Dyrehave al sur y el bosque de Gribskov al norte. Gribskov es el segundo bosque más grande del país, ahí se encuentra uno de los lagos más grandes de Dinamarca, Esrum Sø. El jardín del Castillo de Fredensborg se encuentra junto al bosque de Gribskov y el lago Esrum Sø.